# Euglossa leucotricha
Euglossa leucotricha är en biart som beskrevs av Rebêlo och Jesus Santiago Moure 1995. Euglossa leucotricha ingår i släktet Euglossa, tribus orkidébin, och familjen långtungebin. Inga underarter finns listade.